# Allium litorale
Allium litorale là một loài thực vật có hoa trong họ Amaryllidaceae. Loài này được Konta mô tả khoa học đầu tiên năm 2005.